# Karang Sari (Kota Kendal)
Karang Sari is een bestuurslaag in het regentschap Kendal van de provincie Midden-Java, Indonesië. Karang Sari telt 4661 inwoners (volkstelling 2010).